# Brechmoidion falcatum
Brechmoidion falcatum là một loài bọ cánh cứng trong họ Cerambycidae.